# جايسون جونسون (لاعب كرة قدم أمريكية أمريكي)
جايسون جونسون (بالإنجليزية: Jason Johnson)‏ هو لاعب كرة قدم أمريكية أمريكي، ولد في 6 فبراير 1974 في غلادستون في الولايات المتحدة.

## وصلات خارجية
- جايسون جونسون على موقع مرجع كرة القدم المحترفة.كوم (الإنجليزية)
- جايسون جونسون على موقع JustSportsStats.com (الإنجليزية)